# 野村敏郎
野村 敏郎（のむら としろう、1954年 - ）は、日本の天文家である。2024年まで灘中学校・高等学校に地学教諭として勤めていた。灘校から早稲田大学理工学部に進み、大学院で地学を専攻後、母校の地学教諭となった。長年灘校地学研究部の顧問であったが、定年になったため2020年から副顧問となった。2021年度4月からは灘校と神戸女学院中学部・高等学部の非常勤講師も務めている。

## 業績

### 天文学
1989年から1994年にかけて、兵庫県大河内町（現神河町）の南小田において、川西浩陽、菅野松男らと共同で計13個の小惑星を発見。
1992年、ツングースカ国際調査隊に参加。
東亜天文学会神戸支部長。
川西と菅野が1991年に発見した小惑星6559番は、彼に因んで野村と命名された。

### 砂金採り
砂金採りを趣味としており、灘校の近くの住吉川で砂金を発見したこともある。